# Biblioteca de la Universitat de Leiden

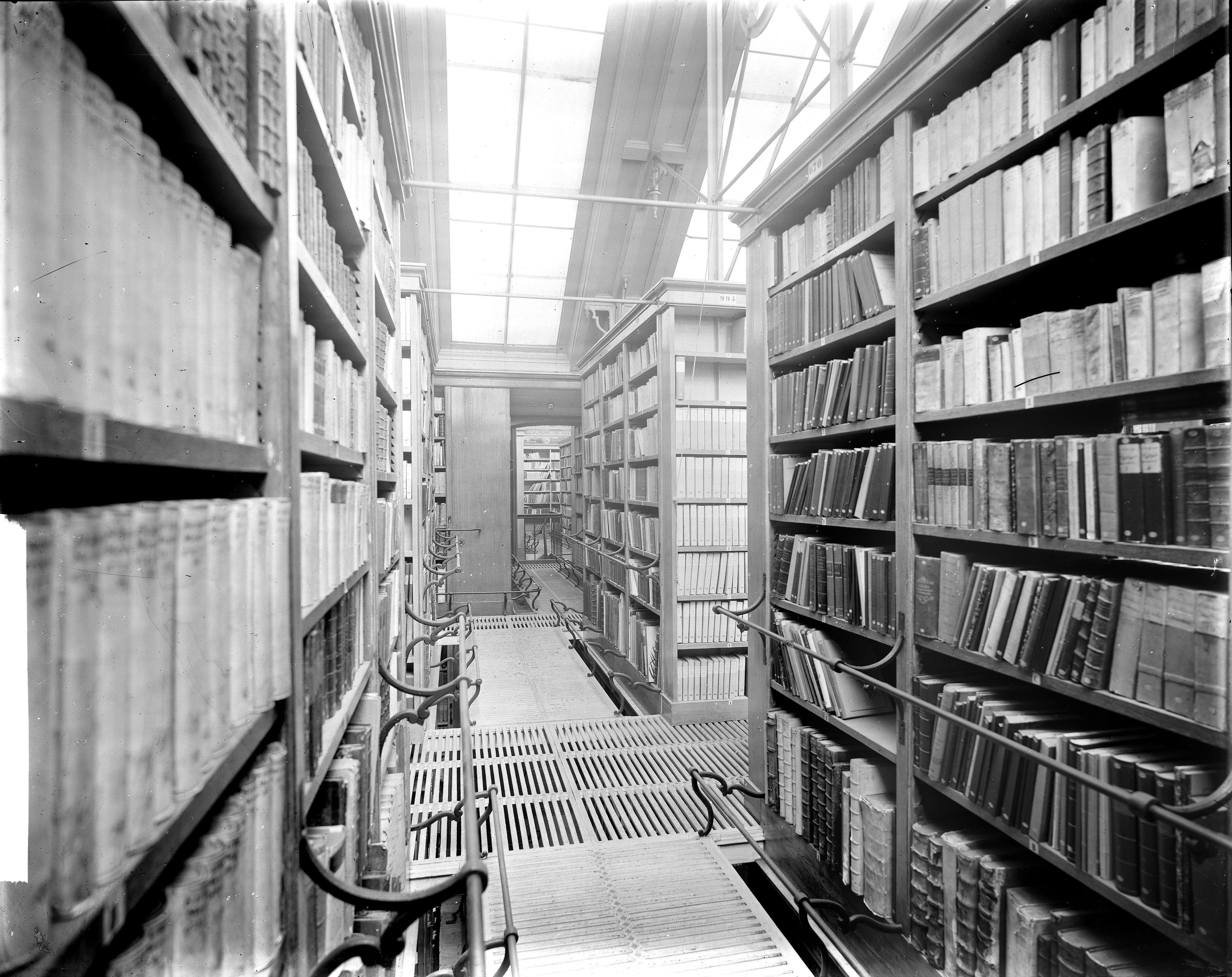
Dipòsit de la Biblioteca Universitària de Leiden en ca. 1900

La Biblioteca de la Universitat de Leiden (Leiden University Library) és una biblioteca fundada el 1575 a Leiden, Països Baixos. Es considera un lloc significatiu en el desenvolupament de la cultura europea: forma part d’un petit nombre de centres culturals que van orientar el desenvolupament i la difusió del coneixement durant la Il·lustració. Això es va deure particularment a la presència simultània d'una col·lecció única de fonts i erudits excepcionals. Els fons inclouen aproximadament 5.200.000 volums, 1.000.000 de llibres electrònics, 70.000 revistes electròniques, 2.000 revistes en  60.000 manuscrits orientals i occidentals, 500.000 cartes, 100.000 mapes, 100.000 impressions, 12.000 dibuixos i 300.000 fotografies. La biblioteca gestiona les col·leccions més grans del món sobre Indonèsia i el Carib. A més, les biblioteques de la universitat de Leiden són l'única organització patrimonial dels Països Baixos amb tres registres de documents al registre de la Memòria del Món de la UNESCO.
"Est hic magna commoditas bibliothecae ut studiosi possint studere"
—Josephus Justus Scaliger
"L'avantatge més gran de la biblioteca és que els qui volen estudiar, poden estudiar."

## Història

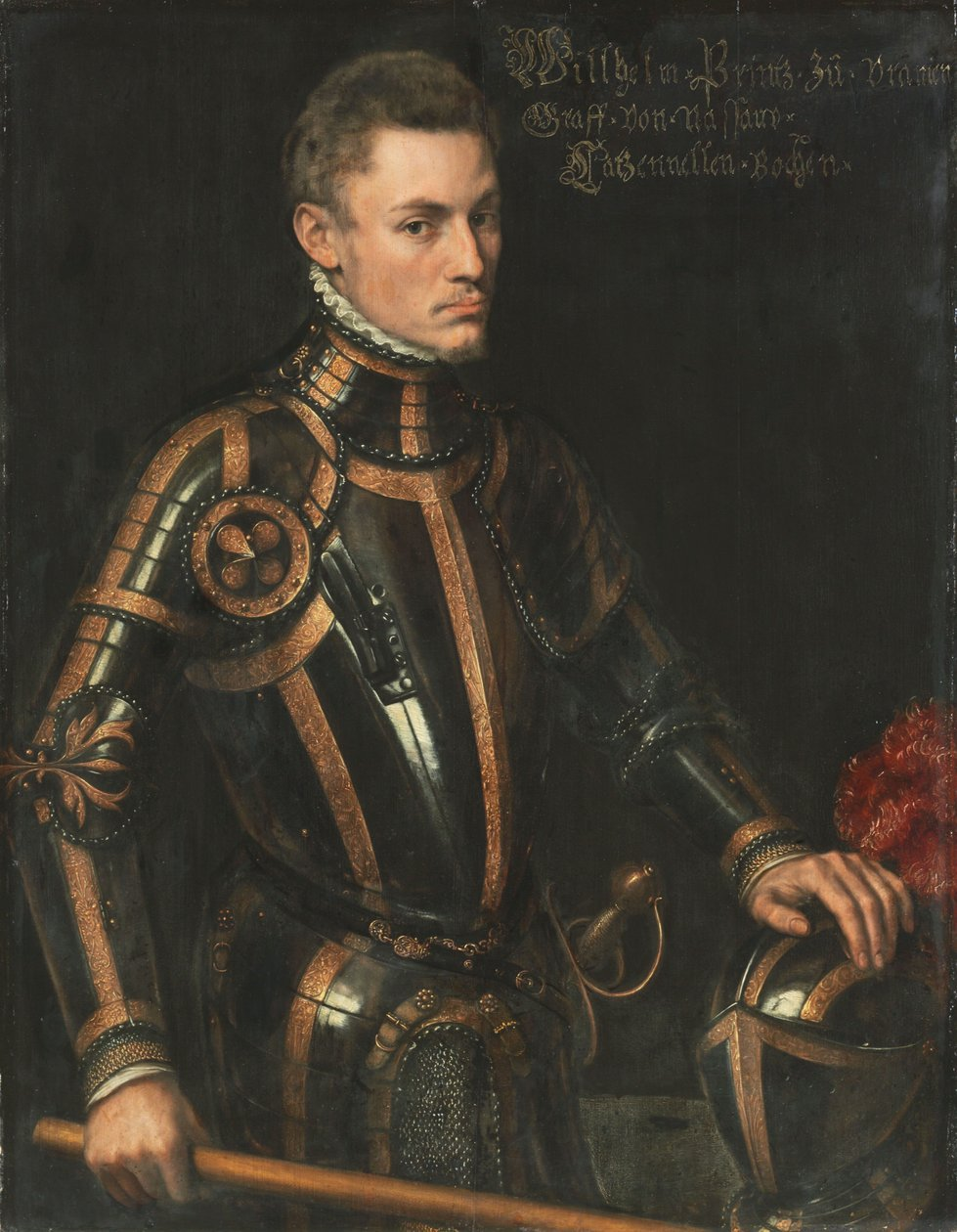
Guillem I d'Orange-Nassau, Príncep d'Orange, principal dirigent de la revolta holandesa contra els espanyols, i fundador de la Universitat de Leiden, va donar el primer llibre a la biblioteca, una còpia de la Bíblia Poliglota d'Anvers. Còpia d'una pintura d'Anthonis Mor, datada el 1555.

La revolta holandesa del segle XVI contra els Habsburg va crear un nou país amb una nova religió. Aviat es va notar la necessitat d’un lloc d’ensenyament superior i el 1575 es va fundar la Universitat de Leiden amb el botí d’un monestir catòlic confiscat.
En el moment de la fundació de la universitat, es va determinar de seguida que era imprescindible una biblioteca a prop de les aules. El primer llibre de la biblioteca va ser la Bíblia Poliglota d'Anvers, impresa per Christophe Plantin, regal de Guillem I d'Orange-Nassau a la biblioteca el 1575. La presentació d’aquest llibre es considera la base sobre la qual es construeix la biblioteca (fundamentum locans futurae aliquando bibliothecae). La biblioteca va entrar en funcionament a la volta de l'actual edifici de l'Acadèmia a Rapenburg el 31 d'octubre de 1587.

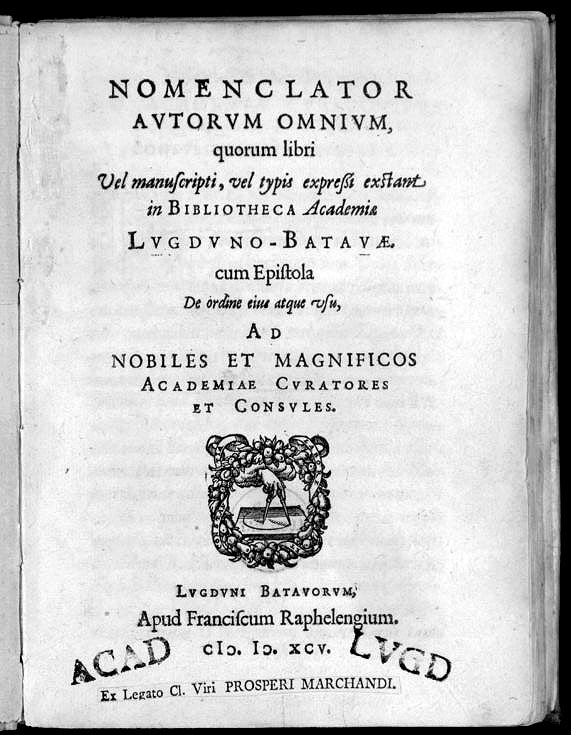
Nomenclator autorum omnium, quorum libri vel manuscripti, vel typis expressi exstant in Bibliotheca Academiae Lugduno-Batavae (Llista de tots els autors els llibres dels quals, ja siguin manuscrits o impresos, estan disponibles a la Biblioteca de la Universitat de Leiden), 1595.

El 1595 va aparèixer el Nomenclator, el primer catàleg de les biblioteques de la Universitat de Leiden, així com el primer catàleg imprès d'una biblioteca institucional del món. La publicació del catàleg va coincidir amb l'obertura de la nova biblioteca a la planta superior del Faliede Bagijnkerk (actual Rapenburg 70) al costat del Theatrum Anatomicum.
El 1864 es va acabar la còpia del catàleg alfabètic complet de la biblioteca de Leiden del 1575 al 1860; mai no es va imprimir. Els lectors van poder consultar registres alfabètics i sistemàtics de la biblioteca de Leiden en forma de fitxes de catàleg enquadernades, conegudes com a Leidse boekjes. Aquest va continuar sent el sistema de catalogació de la biblioteca fins al 1988.
El 22è bibliotecari de la Universitat de Leiden, Johan Remmet de Groot, va prendre la iniciativa per a l’automatització de les biblioteques neerlandeses PICA (Project Integrated Catalog Automation). Pica es va posar en marxa el 1969 i va ser comprat per OCLC el 2000. El primer projecte d'automatització a Leiden es va iniciar el 1976, va produir 400.000 títols a través del PICA-GGC neerlandès i va donar lloc al cap d'uns anys a un catàleg sobre microfitxes, que va substituir en part el famós catàleg de Leiden Bouklets.
El 1983 la biblioteca es va traslladar a la seva ubicació actual a Witte Singel en un nou edifici de l'arquitecte Bart van Kasteel. El primer catàleg en línia va estar disponible el 1988.
Segons Nicholas A. Basbanes, les biblioteques de la Universitat de Leiden representen "un punt de referència essencial […] no només per a la completa col·lecció de materials extraordinaris que ha reunit i mantingut escrupolosament durant un període sostingut, sinó sobretot per ser la primera biblioteca acadèmica del món en un sentit realment modern ".

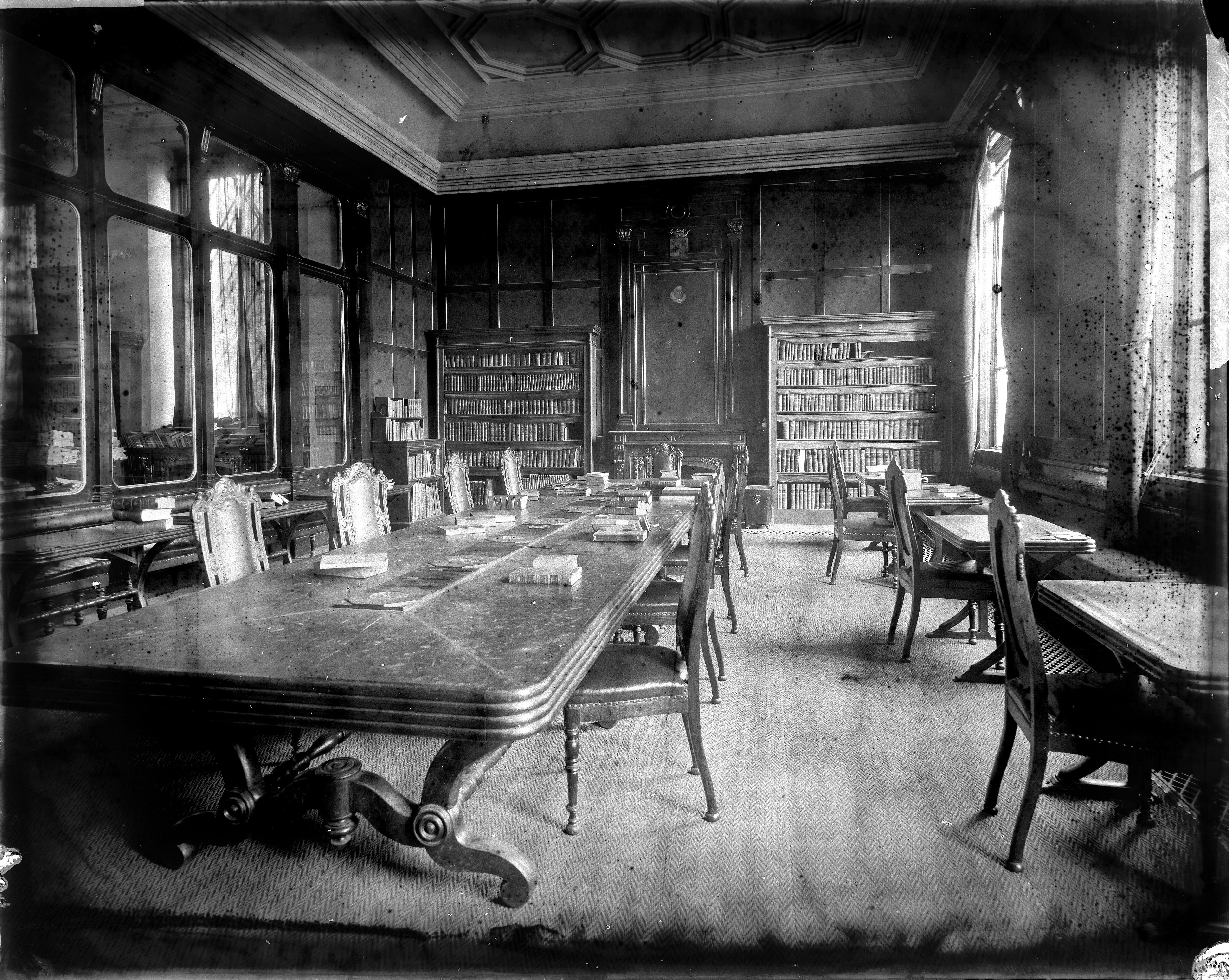
Sala de lectura, Biblioteca Universitària. El vidre negatiu, ca 1880. Fotògraf: Jan Goedeljee (1824-1905).

## Col·leccions especials
Les biblioteques de la Universitat de Leiden contenen un gran nombre de col·leccions especials d’importància nacional i internacional. Aquestes inclouen manuscrits, primers llibres impresos, mapes, atles, gravats, dibuixos i fotografies. Per fer visibles aquestes col·leccions per a un públic ampli, la biblioteca es va associar el 2015 amb De Boekenwereld, una revista il·lustrada en neerlandès per als amants dels llibres amb informació sobre el llibres antics i moderns i l'art gràfic.

### Manuscrits occidentals

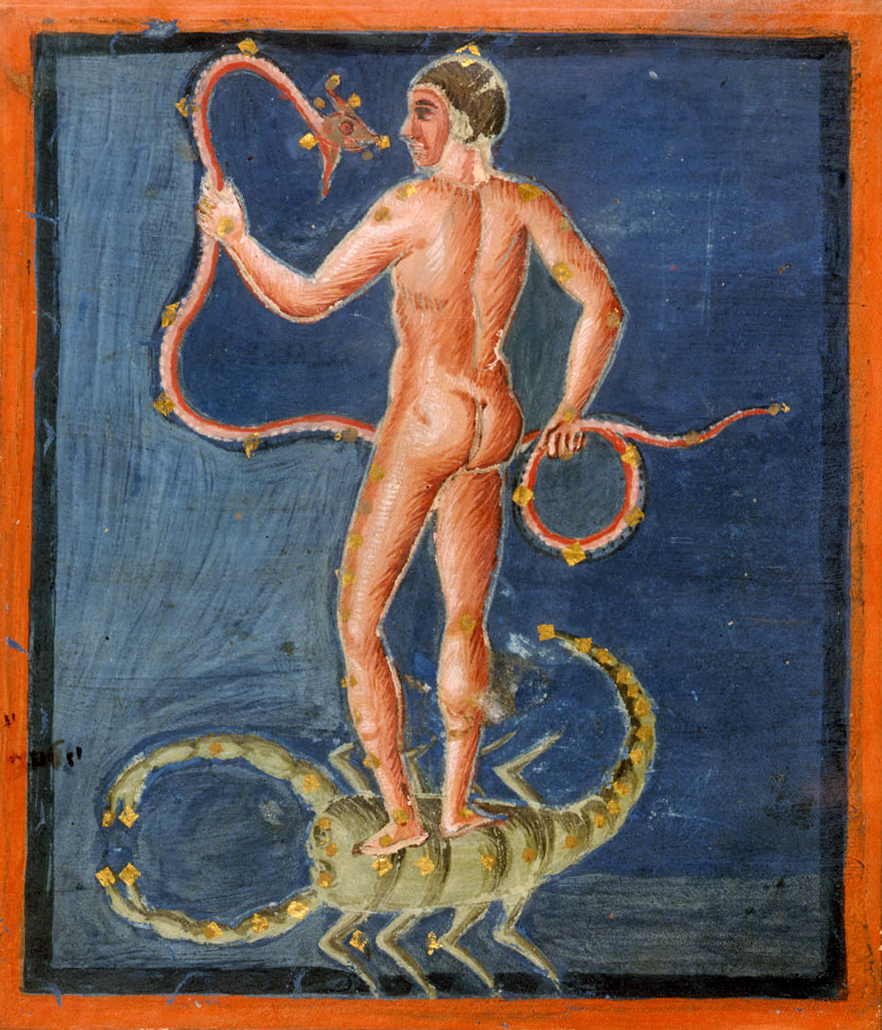
Manuscrit famós: Leiden Aratea

La col·lecció Western Manuscripts conté tots els manuscrits occidentals (inclosos 2.500 manuscrits i fragments medievals i 25.000 manuscrits moderns), 300.000 cartes, arxius i 3.000 gravats de la Biblioteca de la Universitat, inclosos els arxius de la universitat.

### Obres impreses occidentals
La col·lecció Western Printed Works conté materials impresos abans del 1801 (inclosos 700 incunables) i obres rares i precioses posteriors al 1801. Al llarg de quatre segles, la col·lecció s'ha ampliat mitjançant llegats, regals i adquisicions de col·leccions d’erudits. A més, la Biblioteca Universitària va obtenir el dret de dipòsit per a una còpia de cada llibre per al qual els Estats d'Holanda havien donat el privilegi d'imprimir. La col·lecció també inclou més de 100.000 obres impreses de la Biblioteca del Maatschappij der Nederlandse Letterkunde, que ha estat dipositada en préstec permanent des del 1876.

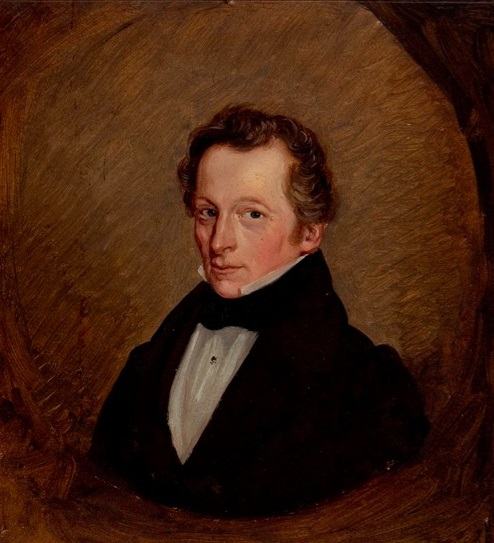
Retrat de J.T. Bodel Nijenhuis Per J.L. Cornet (Col·lecció Leiden Biblioteques Universitàries)

### Col·lecció Bodel Nijenhuis
La col·lecció Bodel Nijenhuis conté principalment mapes antics, atles, gravats topogràfics i dibuixos. La major part de la col·lecció es va obtenir com a llegat de JT Bodel Nijenhuis. L’advocat Johannes Tiberius Bodel Nijenhuis (1797–1872), director de l'editorial Luchtmans, membre de la Maatschappij der Nederlandse Letterkunde durant 25 anys, va ser un apassionat col·leccionista de material cartogràfic i topogràfic.
La col·lecció conté 60.000 mapes (dels quals 3.000 dibuixos), 1.500 atles, 24.000 gravats topogràfics, 1.600 dibuixos i l'arxiu de Monumenta Cartographica Africae et Aegypti de Youssouf Kamal.

## Bibliotecaris de la Universitat de Leiden
Des de la fundació de la universitat el 1575, hi ha hagut 25 bibliotecaris de la Universitat de Leiden:

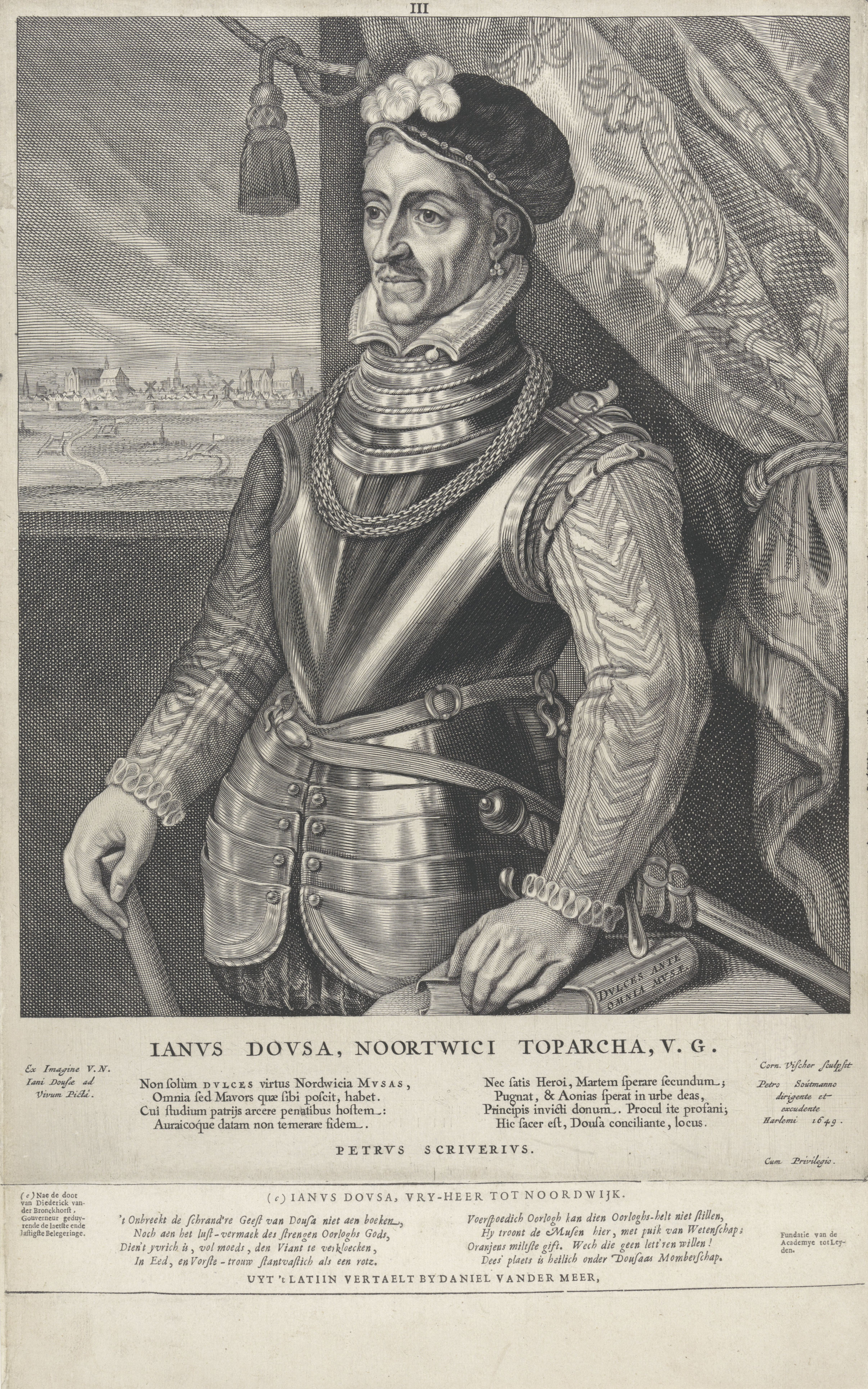
Janus Dousa, primer Bibliotecari de Leiden Universitat

| - Janus Dousa (1585–1593) - Janus Dousa Jr (1593–1596) - Paulus Merula (1597–1607) - Daniel Heinsius (1607–1655) - Anthony Thysius (1655–1665) - Johannes Fredericus Gronovius (1665–1671) - Fredericus Spanheim (1672–1701) - Wolfendus Senguerdus (1701–1724) - Petrus Burmannus (1724–1741) - David van Royen (1741) - Abraham Gronovius (1741–1775) - David Ruhnkenius (1775–1798) - Daniel Wyttenbach (1798–1820) | - Johannes van Voorst (1820–1833) - Jacob Geel (1833–1858) - Willem George Pluygers (1859–1879) - Willem Nicolaas du Rieu (1880–1897) - Scato Gocko de Vries (1897–1924) - Frederik Casparus Wieder (1924–1938) - Tietse Pieter Sevensma (1938–1947) - Antoine Hubert Marie Cornelis Kessen (1947–1961) - Johan Remmet de Groot (1961–1983) - Jacques van Gent (1983–1993) - Paul Gerretsen (1994–2004) - Kurt de Belder (2005–present) |

### Ubicacions anteriors
1587-1595: Academiegebouw, Rapenburg 73, Leiden.
1595-1983: Faliede Bagijnkerk, Old University Library, ara: University Board, Rapenburg 70, Leiden.

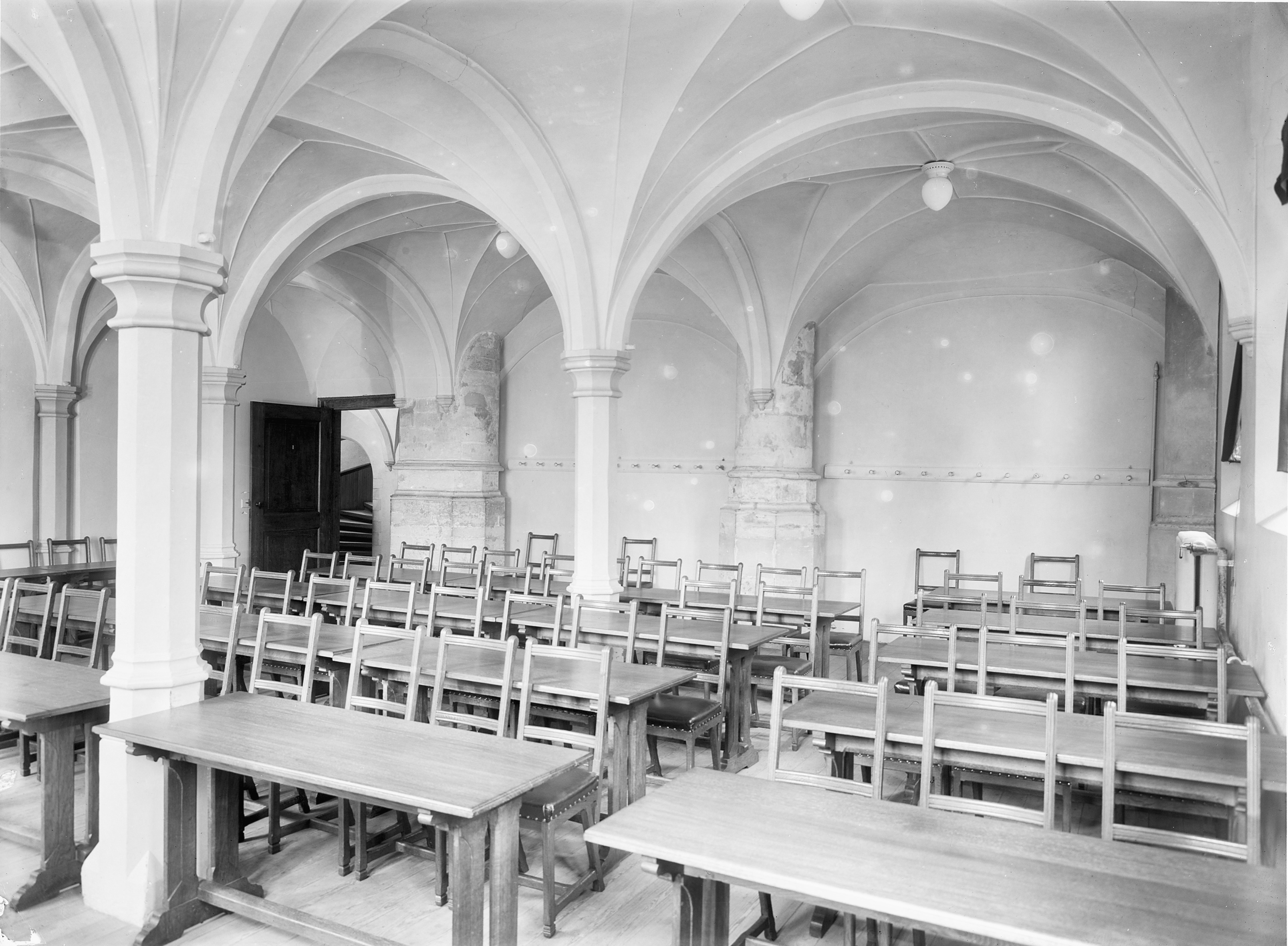
Sala de volta a Rapenburg 73 (ubicació 1587-1595) [Fotografia 1940]
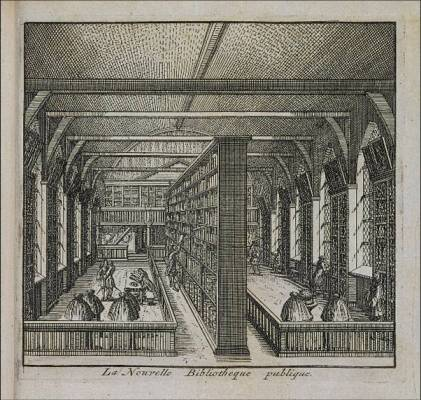
Rapenburg 70 (1694) La nova biblioteca, de Les delices de Leiden: P. Van der Aa, 1712
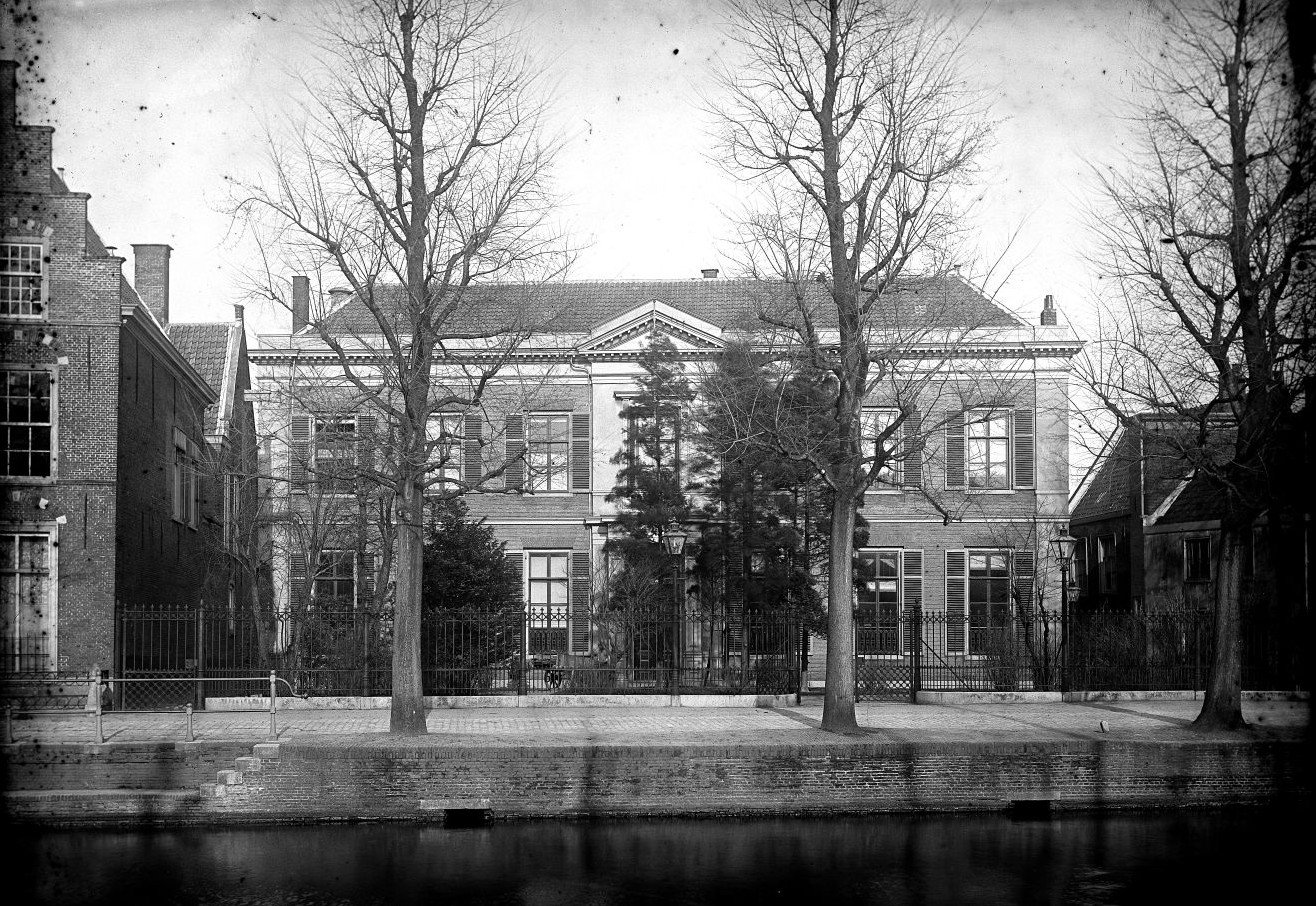
Rapenburg 70 (c.1890)
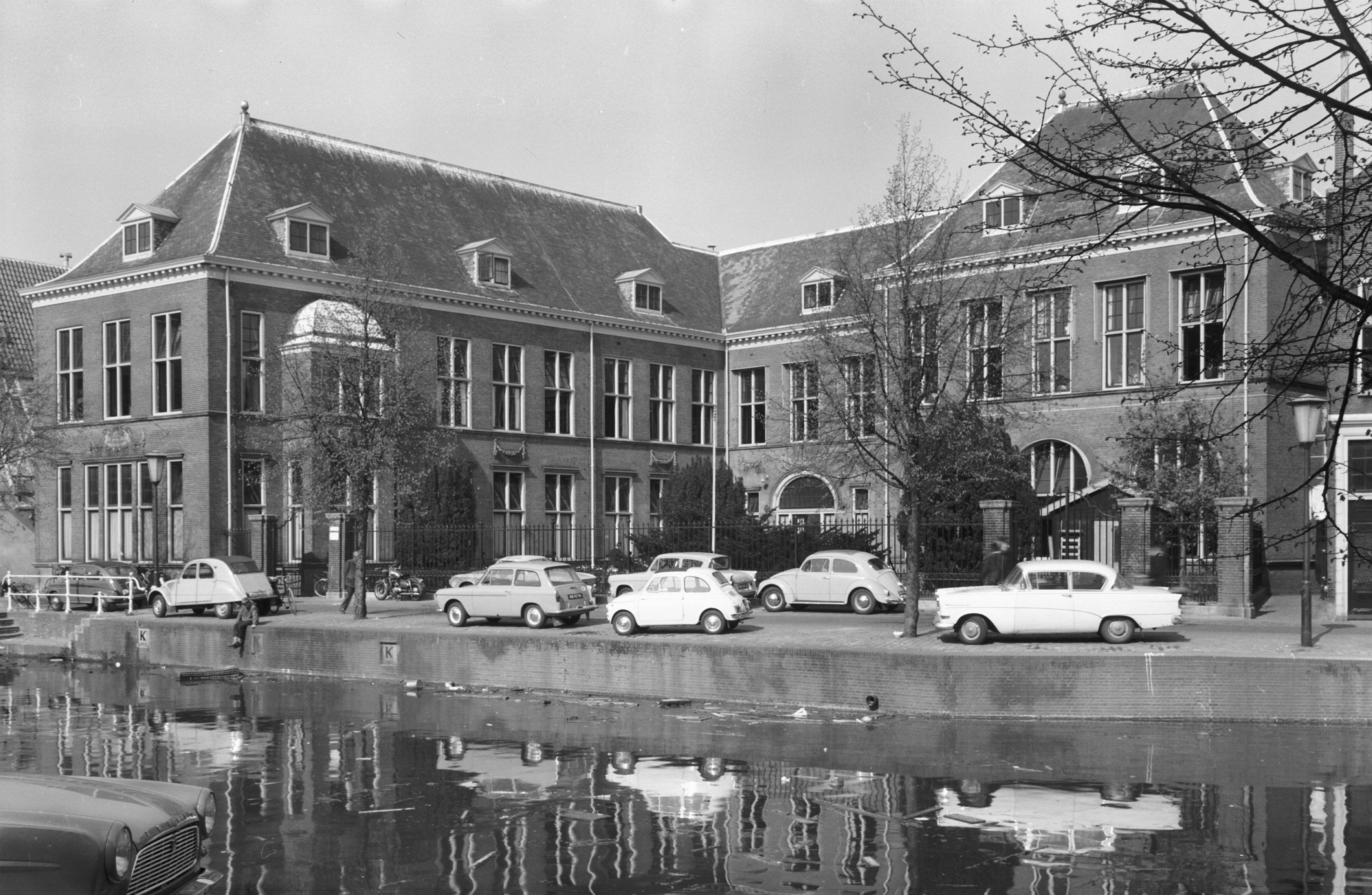
Rapenburg 70 (1963)
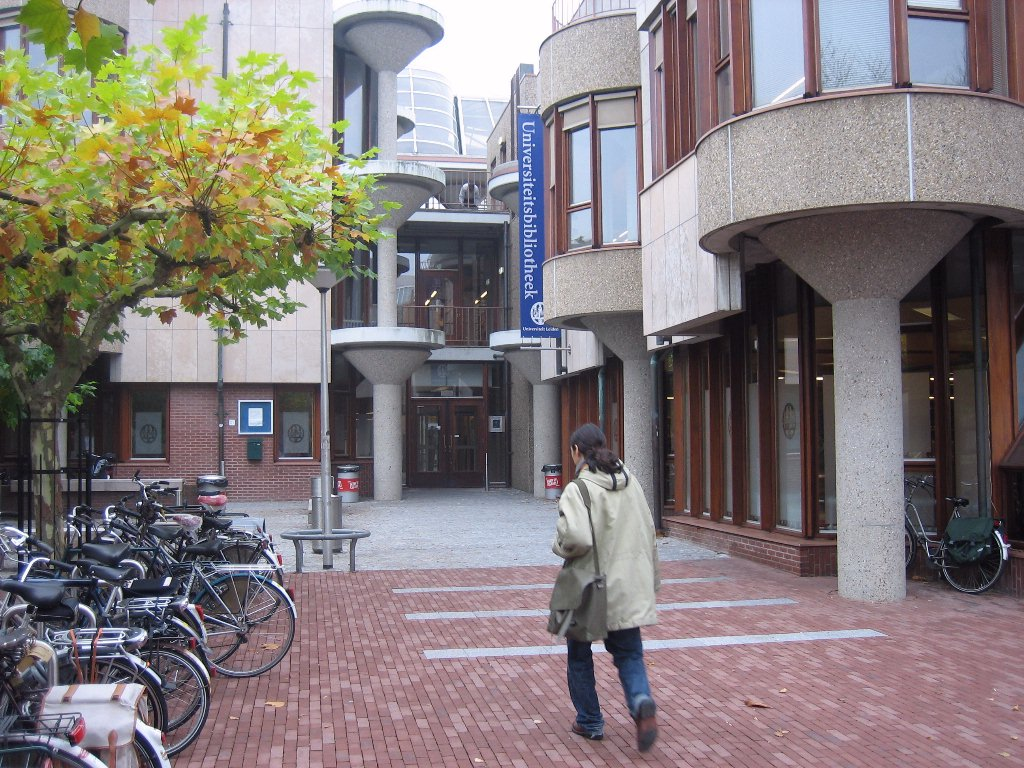
Ubicació actual: Witte Singel 27 (2006)
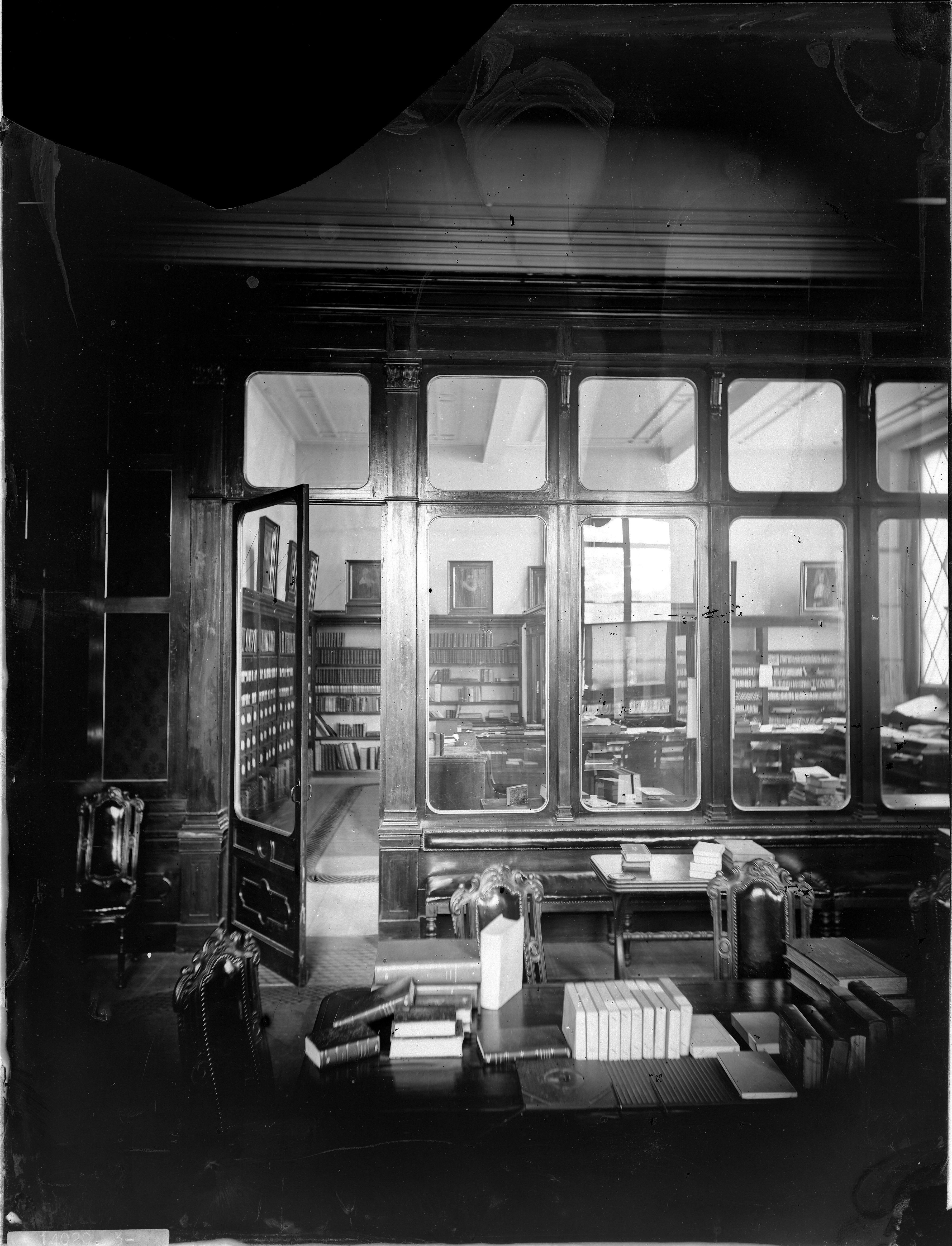
Interior de la Biblioteca Universitària. El vidre negatiu, circa 1880. Fotògraf: Jan Goedeljee 1824-1905.
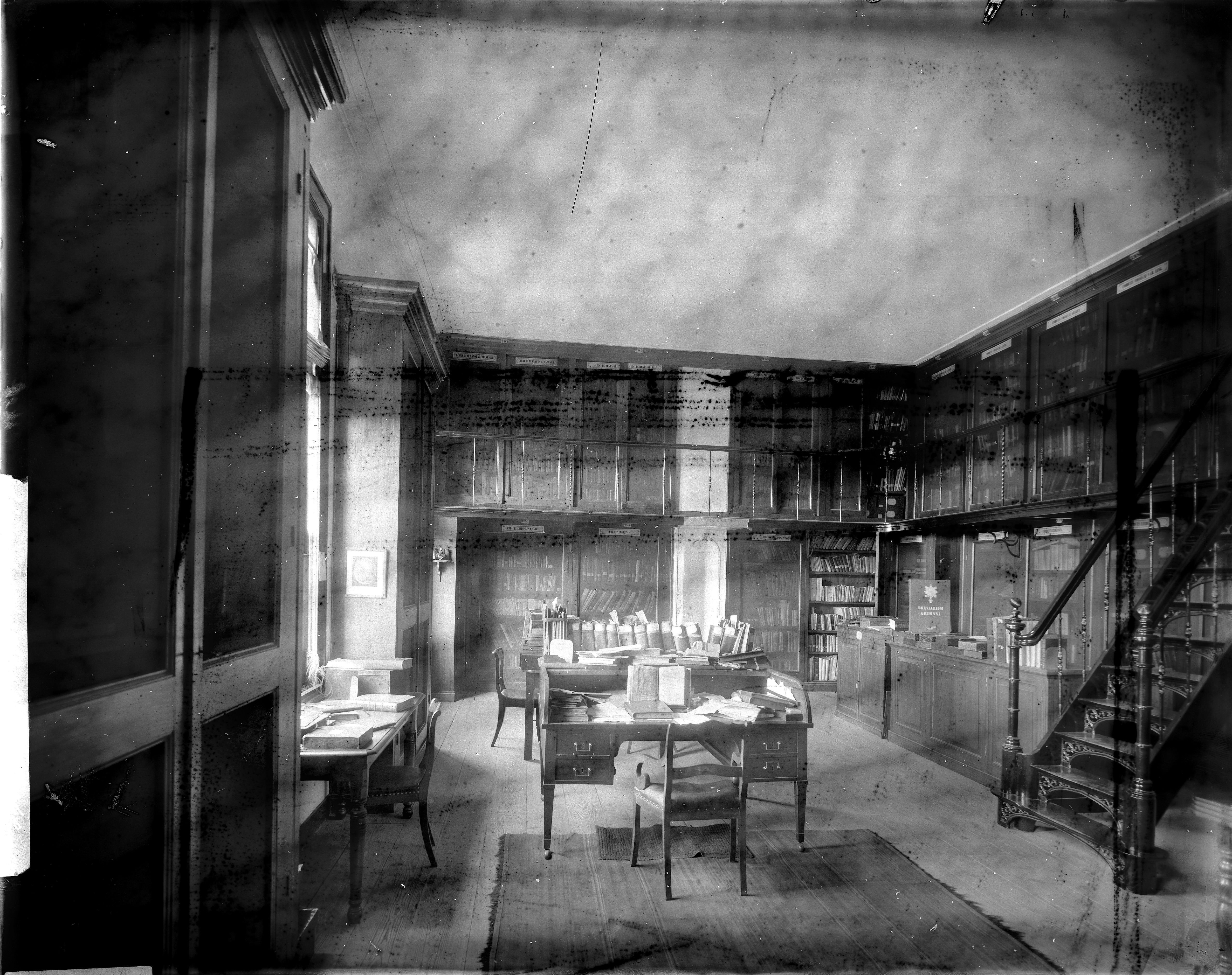
Habitació de lectura, Biblioteca Universitària. El vidre negatiu, circa 1880. Fotògraf: Jan Goedeljee (1824-1905).